# Alexander Waldhelm

Alexander Waldhelm (2016)

Alexander Waldhelm (* 9. Juli 1975 in Oberhausen) ist ein deutscher Filmemacher.

## Leben
Alexander Waldhelm ist Sohn eines Polizisten und einer Floristin. Er machte sein Abitur in Mülheim an der Ruhr und studierte an der Ruhr-Universität in Bochum Medienwissenschaften und Germanistik mit Abschluss Bachelor of Arts. Im Anschluss arbeitete er als Journalist, Redakteur und Texter. Er ist Mitarbeiter des Forschungszentrums Jülich. Waldhelm ist Single und hat vier Kinder. Er ist bekennender Freimaurer.
2013 begann er mit der Arbeit an dem Drehbuch für Pottkinder – ein Heimatfilm, den er als Low-Budget-Produktion schließlich selbst produzierte. Die Premiere fand 2017 in der ausverkauften Lichtburg in Essen statt. Der Film lief danach in rund 25 Kinos in ganz Deutschland – hauptsächlich im Ruhrgebiet, aber auch in München, Berlin, Münster und St. Peter-Ording.
2018 war Waldhelm als eine von fünf Personen an der Entstehung der Musikdokumentation Full Circle – Last Exit Rock ’n’ Roll beteiligt, die das Leben des Musikers Andy Brings nachzeichnet und deutschlandweit in Kinos lief.
2019 drehte er den Krimi Beziehungen – kein schöner Land. Der Film sollte ursprünglich im November 2020 in die Kinos kommen. Der Start musste jedoch wegen der damaligen Corona-Pandemie verschoben werden. Er feierte schließlich am 6. September 2022 in der ausverkauften Lichtburg in Essen Premiere.
2023 drehte Waldhelm die Komödie Darf ich das so schreiben?. Der Film sollte ursprünglich bereits 2021 gedreht werden, musste aufgrund der Corona-Pandemie jedoch zweimal um jeweils ein Jahr verschoben werden. Er wurde schließlich im Sommer 2023 gedreht – erneut unter Beteiligung von Prominenten des Ruhrgebiets wie Gerburg Jahnke, Uwe Lyko, Fritz Eckenga, Rene Steinberg, Kai Magnus Sting, Michael Holtschulte, Andy Brings und Volker Pispers. Die Premiere fand am 30. Januar 2024 im Rahmen des Snowdance Independent Film Festivals in der ausverkauften Lichtburg in Essen statt.

## Filmografie
- 2017: Pottkinder – ein Heimatfilm (Regie und Drehbuch)
- 2018: Full Circle – Last Exit Rock ’n’ Roll (Regie)
- 2022: Beziehungen – kein schöner Land (Regie und Drehbuch)
- 2024: Darf ich das so schreiben? (Regie und Drehbuch)